# Raven (Adelsgeschlecht)

Wappen derer von Raven

Raven ist der Name eines alten uckermärkischen Adelsgeschlechts, dessen ältester Stammsitz Groß Luckow bei Strasburg ist.
Sie sind nicht zu verwechseln mit den Raben aus Mecklenburg. Nicht verwandt mit der obigen Familie, aber mit eigenem Wappen, ist die Patrizierfamilie Raven der früheren Hansestadt Einbeck.

## Geschichte

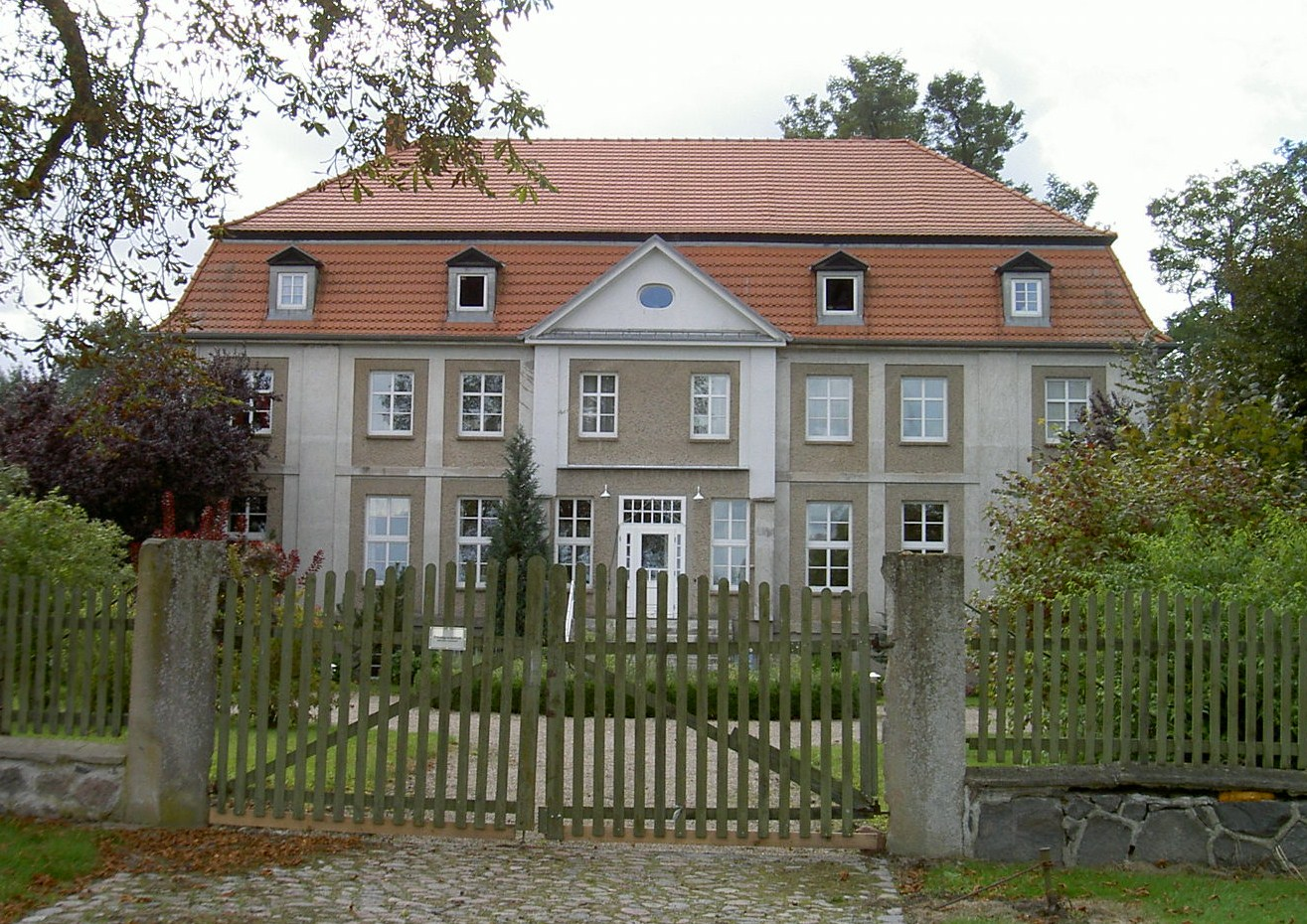
Schloss Groß Luckow, Uckermark

Das Geschlecht wurde erstmals am 16. Oktober 1235 mit einem Raven als Zeugen des Bischofs Konrad von Cammin urkundlich erwähnt. Herbord von Raven, gestorben vor 1287, war Lehnsmann des Markgrafen Johann II. von Brandenburg, Gründer und Erbauer der Stadt Neubrandenburg, wo er das Amt des Stadtschultheißen bekleidete. Die sichere Stammreihe beginnt mit Wernecke von Raven, 1375 auf Groß-Luckow und Schwarzensee in der Uckermark. Groß-Luckow war mindestens seit Gerhard von Raven, urkundlich 1367, bis zur Bodenreform in der sowjetischen Besatzungszone im Besitz der Familie. 1995 wurde es von der Familie zurückgekauft.
Mitglieder des Geschlechts waren seit 1757 auch in die mecklenburgische Ritterschaft aufgenommen worden. Im Einschreibebuch des Klosters Dobbertin befinden sich 16 Eintragungen von Töchtern der Familie von Raven von 1772 bis 1914 aus Boeck, Nossentin, Schmackentin, Thelkow und Doberan zur Aufnahme in das dortige adelige Damenstift.
Die Raven waren ein typisches preußisches Landadelsgeschlecht, das der preußischen Armee zahlreiche Offiziere stellte. Berühmtestes Mitglied der Familie war der General Eduard von Raven (Held von Düppel), der 1864 beim Sturm auf die Düppeler Schanzen schwer verwundet und auf dem Sterbebett von König Wilhelm I. mit dem Orden Pour le Mérite ausgezeichnet wurde. Theodor Fontane hat ihm in seiner Kriegsberichtserstattung über den Deutsch-Dänischen Krieg 1864 ein literarisches Denkmal gesetzt.

## Besitz der Familie von Raven
- Groß Luckow 1375
- Boeck
- Ravensruh 1800
- Sellin
- Schmackentin
- Groß Stieten 1801–1893
- Tressentin 1782–1786
- Müsselmow 1810–1842
- Holzendorf 1810
- Langenorla 1873–1945

## Wappen

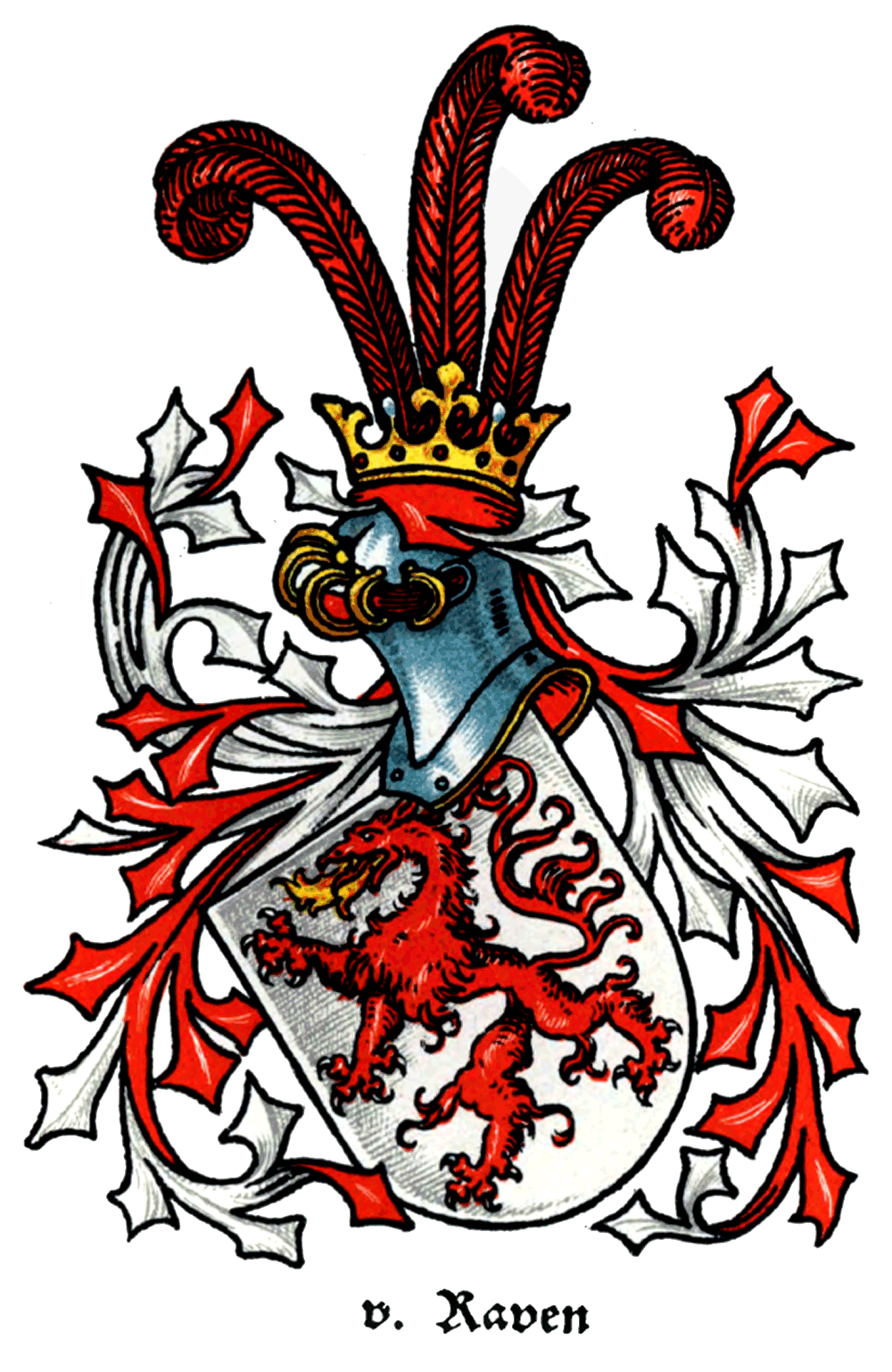
Wappen im Schlesischen Wappenbuch von Alfred von Krane

Das Wappen zeigt in Silber einen feuerspeienden roten Panther. Auf dem Helm mit rot-silbernen Decken drei rote Straußenfedern.

## Bekannte Familienmitglieder
- Christian Georg Ferdinand von Raven (1769–1831), Rittmeister und Erbherr auf Müsselmow und Holzendorf, 1818–1830 Klosterhauptmann im Kloster Dobbertin
- Conradus Raven, urkundlich (1278–1304), Ritter, Marschall und Truchsess der Markgrafen von Brandenburg
- Eduard von Raven (1807–1864), preußischer General, Ritter des Ordens Pour le Mérite
- Ernst von Raven (1816–1890), Landschaftsmaler
- Ernst Werner von Raven (1727–1787), auf Nossentin, Freimaurer
- Hans Christoph von Raven (1618–1688), Landrat der Uckermark und des Landes Stolpe
- Herbord von Raven (* unbekannt; † vor 1287) erster Stadtschulze von Neubrandenburg, Zugehörigkeit zum Geschlecht ist umstritten
- Otto Christoph von Raven (1729–1799), mecklenburgisch-schweriner Landrat
- Otto von Raven (1778–1810), preußischer Offizier, Ritter des Ordens Pour le Mérite
- Otto von Raven (1797–1878), Abgeordneter des preußischen Abgeordnetenhauses
- Raimar von Raven (1848–1920), preußischer Generalleutnant
- Ulrich von Raven (1767–1800), preußischer Offizier
- Werner von Raven (1875–1928), deutscher Arzt und Tropenmediziner
- Werner Alborus Küneke von Raven (1784–1814), preußischer Offizier
- Wilhelm von Raven (Oberst) (1770–1836), preußischer Oberst
- Wilhelm von Raven (General) (1802–1866), preußischer Generalmajor
- Wolfram von Raven (1924–2003), Publizist